# パキスタン海軍航空隊
パキスタン海軍航空隊 (英語: Pakistan Naval Air Arm)は、パキスタン海軍に所属する航空部隊である。

## 概要
固定翼機、回転翼機、無人航空機を保有しており、対潜・洋上哨戒、攻撃の他、機雷敷設、情報収集、電子戦、救難、輸送なども任務としている。
現在の保有機は資料により違いがあり、「世界の海軍2024-2025」では艦載ヘリコプター21機（シーキング×5、アルエットIII×11、ドーファン×5）、陸上固定翼機18機（P-3×6、ATR-72×4、フォッカーF27×4ほか）とされ、「The Military Balance 2023」ではヘリコプター23機（シーキング/コマンドー×10、アルエットIII×6、Z-9×7）、固定翼機19機（P-3×7、ATR-72×4、フォッカーF27×6、リネージュ1000×1、ホーカー850XP×1）とされている。ATR-72のうち2機は哨戒機仕様であり、ドイツのラインラント・エア・サービス（RAS）が改造を行ったRAS-72シーイーグルと呼ばれる機体である。無人機には国産のウカビIIとドイツ製のラインメタル Luna NGを保有している。
なお関連する組織として、パキスタン空軍にも空対艦ミサイルの搭載能力を有し、洋上攻撃を任務とする1個飛行隊（ミラージュ5 PA3戦闘攻撃機10機）が存在するほか、作戦に応じてサーブ2000およびZDK-03早期警戒機も投入されることになっている。また、パキスタン海上保安庁も哨戒用にレーダーを搭載したBN-2Tディフェンダーを3機運用している。

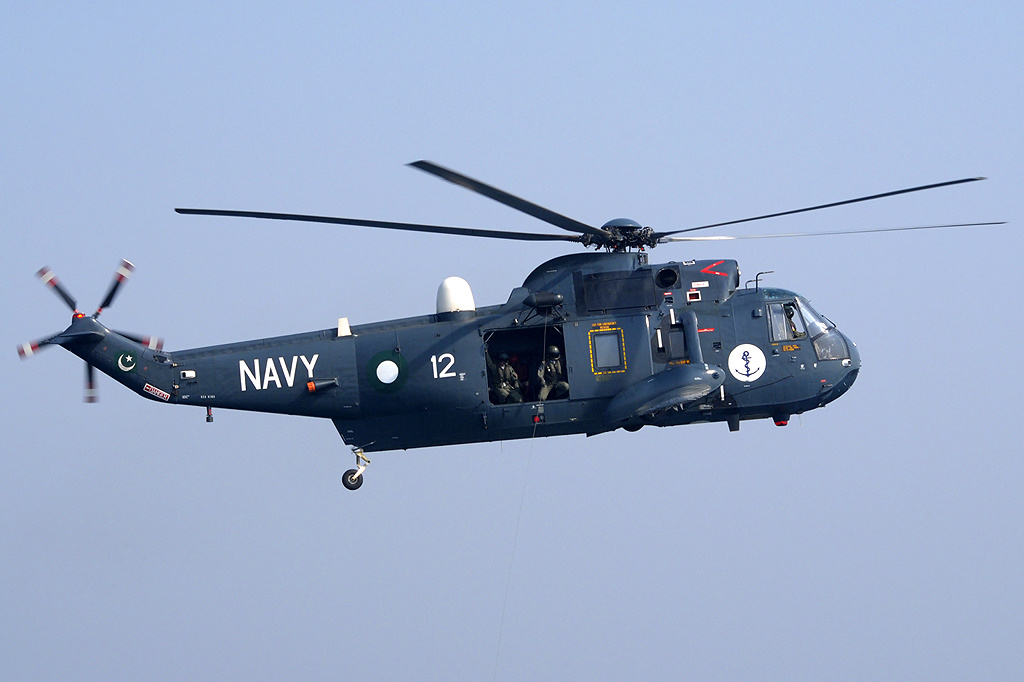
海軍航空隊のシーキング
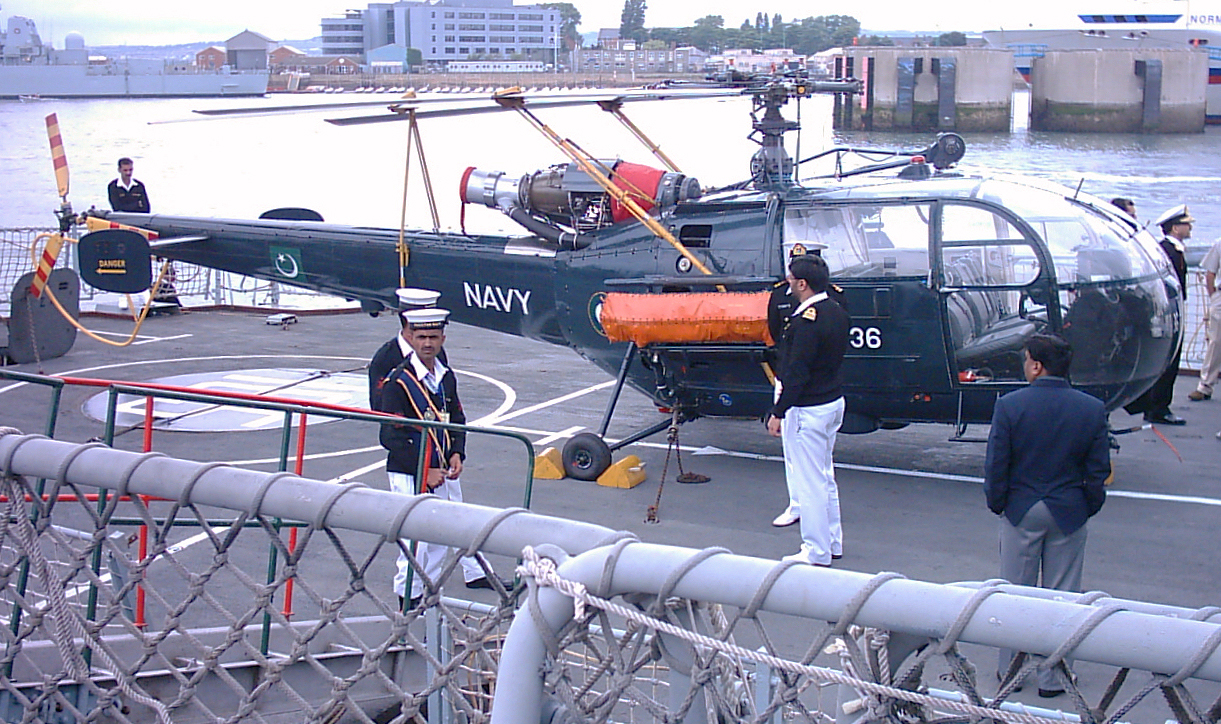
海軍航空隊のアルエットIII
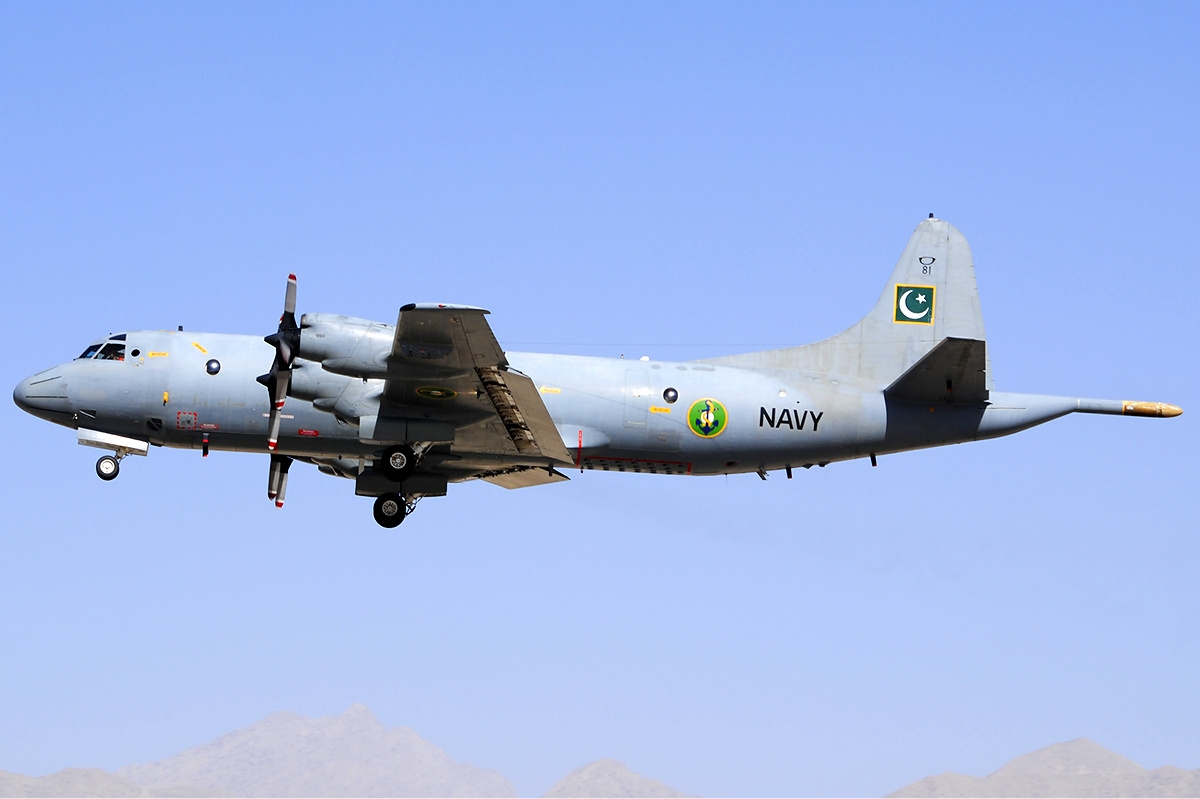
海軍航空隊のP-3C

## 歴史
1974年9月28日、イギリスからシーキングMK-45/45Aヘリコプターが導入され、第111飛行隊が創設された（ただし、パキスタン海軍公式HPの別ページでは、創設は1975年9月28日としている）。
1975年9月26日、最初の航空基地であるメヘラン基地がカラチに開設された。この時点では基地には当初8人の将校と4人の水兵しか配備されておらず、海軍航空隊を支援するための航空機もいなかった。
1975年10月31日、フランスから4機のアトランティック哨戒機が導入された。
1976年、メヘラン基地に第29飛行隊が創設された。同年はパキスタン海軍の創設29周年に当たり、飛行隊の名称はこれに因んでいる。
1977年、第333飛行隊が創設された。飛行隊は4機のSA-319 アルエットIIIヘリコプターと、フランスで訓練を受けた4名のパイロットから構成されていた。
1979年3月18日、シーキングからエグゾセAM39空対艦ミサイルの発射試験が初めて実施された。
1982年1月17日、フォッカーF27固定翼機が導入され、第27飛行隊が創設された。
1987年6月7日、パキスタンにおけるアトランティック哨戒機の最初の大規模近代化改修の完成式典が行われた。
1989年5月21日、アトランティックからエグゾセAM39空対艦ミサイルの発射試験が初めて実施された。
1994年、イギリスから3機のリンクスヘリコプターが導入され、第222飛行隊が創設された。
1996年、3機のP-3Cが導入され、第28飛行隊が創設された。
1999年8月10日、印パ国境付近で作戦中だったパキスタン海軍航空隊のアトランティック哨戒機が、インド空軍のMiG-21戦闘機に撃墜され、乗員16名が死亡した（1999 Pakistani Breguet 1150 Atlantic shootdown）。なお、領空侵犯の有無や飛行目的については、印パ双方で主張が異なっている。
2009年10月、中国からZ-9ECヘリコプターが導入され、第222飛行隊に配備された。
2011年5月23日、メヘラン基地でテロ攻撃があり、2機のP-3Cが破壊された（PNS Mehran attack）。
2011年7月21日、無人航空機を初めて導入した。

## 所属部隊

### 回転翼機
- 第111対潜飛行隊[1]
- 第222対潜飛行隊[1]
- 第333対潜飛行隊[1]

### 固定翼機
- 第27対潜飛行隊[1]
- 第28飛行隊[1]
- 第29対潜飛行隊[1]